# Les Bâtards du Nord
Les Bâtards du Nord est un groupe de musique folk du Québec. Formé en 2003, il plonge ses racines dans les univers folkloriques nordique, scandinaves, celtique, et québécois. Composé de 9 musiciens, la formation s’accompagne d’invités spéciaux pour faire de leurs prestations musicales des spectacles à part entière. Le groupe compte un total de quatre albums studio.

## Biographie
Le groupe est formé en 2003, et est originaire du Québec. 
En 2005, le groupe publie son premier album studio, intitulé « Le Fer, la mer et la bière. »
En 2008 sort leur deuxième album, « La Terre nous appelle. » 
En 2010 sort leur troisième album, « Levons la corne. »
Le 29 juin 2013, le groupe annonce sa séparation après un concert au Fabuleux festival international du Folk Sale, à Sainte-Rose-du-Nord,.
En 2017, après quatre ans d'absence, les Bâtards annoncent leur retour et leur reformation, avec une nouvelle équipe incluant à la fois des anciens membres et des nouveaux. Le premier concert du groupe a lieu le 2 septembre de la même année, à Salaberry-de-Valleyfield. 
En 2018 sort leur quatrième album, « Racines Nordik », et a vu l'arrivée de nouveaux instruments tels que la cornemuse et la vielle à roue, ainsi qu'un son repensé et plus puissant encore qu'auparavant[réf. souhaitée].

## Membres

### Membres actuels
- Mortaok (Olivier Hudon) - chant, chœur, cistre, guimbarde, flûte irlandaise
- Orgor (Patrick Perrin) - chœur, cistre , guitare
- Frak (Francis Granger) - chœur, basse
- Friga (Julie Bélanger-Roy) - chœur, violon
- Helga (Sandra Boulanger) - chœur, violon
- Kram (Marc-Antoine Guay) - chœur, batterie, percussions
- Kormort (Michel Bachant) - chœur, batterie, percussions
- Hravn (Geoffroy Dell'Aria) - chœur, cornemuses
- Barnak (Vincent Lacroix) - chœur, flûte traversière, flûte irlandaise

### Anciens membres
- Osrich - chant, flûte traversière
- Croak (Benoit Lavallée) - batterie, grelots
- Murdok - basse, batterie
- Olwen (Dominique Côté) - chant, tambourin, bâton de chêne
- Hell Bard - guitare, cistre, basse, chant additionnel (2003-2008)
- Émilie Livernois - violon
- Bersek - basse, batterie
- Domovoïd - basse, batterie